# Viktor Elbling
Viktor Elbling (ur. 4 kwietnia 1959 w Karaczi) – niemiecki dyplomata, od 29 września 2023 ambasador RFN w Polsce.

## Życiorys
Urodził się w rodzinie dyplomaty w Karaczi. Jego matka jest Włoszką. Uczył się we włoskich szkołach w Forlì w Emilii-Romanii oraz niemieckiej szkole w Mediolanie. Maturę zdał w niemieckiej szkole w Bilbao. Studiował prawo na Uniwersytecie w Bonn od 1978 do 1984 r. Następnie studiował politologię i romanistykę od 1984 do 1987 r.
Od 1990 do 1993 r. pracował w ambasadzie w Seulu. Następnie w Auswärtiges Amt, do 1998 osobisty sekretarz Klausa Kinkela, a w latach 1998–1999 zastępca szefa gabinetu ministra Joschki Fischera. Od 1999 do 2003 r. pracował w ambasadzie w Madrycie.
Następnie powrócił do Federalnego Ministerstwa Spraw Zagranicznych, początkowo w latach 2003–2006 jako szef departamentu Międzynarodowej Polityki Gospodarczej i Finansowej, a następnie jako pełnomocnik ds. globalizacji, energii i polityki klimatycznej, a od 2010 do 2014 roku pełnił funkcję szefa Departamentu Gospodarki i Zrównoważonego Rozwoju.
Od 2014 do 2018 r. był ambasadorem Republiki Federalnej w Meksyku. 10 września 2018 został ambasadorem RFN we Włoszech zastępując Susanne Wasum-Rainer. 29 września 2023 złożył listy uwierzytelniające na ręce prezydenta Andrzeja Dudy, rozpoczynając tym samym swoją misję dyplomatyczną w Polsce.